# Pinotage
Pinotage è un vitigno a bacca nera. Si tratta di un incrocio tra Pinot nero e il Cinsaut ottenuto da Abraham Perold nel 1925, quando egli ricercava all'Università di Stellenbosch in Sudafrica.
Particolarmente adatto alla zona di Stellenbosch, famosa zona vinicola, ebbe gran successo fra i viticoltori grazie alla sua maturità precoce.